# Nicandra
Genre
Nicandra est un genre de plantes de la famille des Solanaceae.

## Liste d'espèces
Selon NCBI (10 avr. 2012), ITIS (10 avr. 2012) et Catalogue of Life (10 avr. 2012) :
- Nicandra physalodes (L.) Gaertn.

Selon Tropicos (10 avr. 2012) : 
- Nicandra anomala Link & Otto, 1855
- Nicandra brevicorollata Bitter, 1903
- Nicandra indica Roem. & Schult.
- Nicandra macrocalyx Bitter, 1903
- Nicandra minor Hort. ex Fisch., 1843
- Nicandra nana Bitter, 1903
- Nicandra nebulosa Bitter, 1903
- Nicandra parvimaculata Bitter, 1903
- Nicandra physalodes (L.) Gaertn., 1791
- Nicandra undulata Bitter, 1903
- Nicandra violacea Lemoine, 1906
- Nicandra ×sanderae hort.
- Nicandra yacheriana S.Leiva, 2010